# Pseudalsophis dorsalis
Espèce
Statut de conservation UICN

 LC  : Préoccupation mineure
Synonymes
- Dromicus chamissonis var. dorsalis Steindachner, 1876
- Dromicus chamissonis var. habelii Steindachner, 1876
- Alsophis dorsalis (Steindachner, 1876)
- Alsophis dorsalis dorsalis (Steindachner, 1876)
- Dromicus occidentalis helleri Van Denburgh, 1912
- Alsophis dorsalis helleri (Van Denburgh, 1912)
- Dromicus occidentalis Van Denburgh, 1912
- Alsophis dorsalis occidentalis (Van Denburgh, 1912)

Pseudalsophis dorsalis  est une espèce de serpents de la famille des Dipsadidae.

## Répartition
Cette espèce est endémique des îles Galápagos en Équateur.

## Liste des sous-espèces
Selon The Reptile Database (30 août 2013) :
- Pseudalsophis dorsalis dorsalis (Steindachner, 1876)
- Pseudalsophis dorsalis helleri (Van Denburgh, 1912)
- Pseudalsophis dorsalis occidentalis (Van Denburgh, 1912) - considérée comme une espèce par l'UICN et classée LC

## Publications originales
- Steindachner, 1876 : Die Schlangen und Eidechsen der Galapagos-Inseln. Festschrift herausgegeben von der K.K. Zoologisch-Botanischen Gesellschaft in Wien, vol. 1876, p. 303-329.
- Van Denburgh, 1912 : Expedition of the California Academy of Sciences to the Galapagos Islands, 1905-1906. IV. The snakes of the Galapagos Islands. Proceedings of the California Academy of Sciences, sér. 4, vol. 1, p. 323-374 (texte intégral).